# Dicolpus eurypterus
Dicolpus eurypterus är en insektsart som först beskrevs av Gerstaecker 1885.  Dicolpus eurypterus ingår i släktet Dicolpus och familjen fjärilsländor. Inga underarter finns listade i Catalogue of Life.